# Dobropillea, Huleaipole
Dobropillea (în ucraineană Добропілля) este localitatea de reședință a comunei Dobropillea din raionul Huleaipole, regiunea Zaporijjea, Ucraina.

## Demografie
Componența lingvistică a localității Dobropillea
     Ucraineană (92,05%)
     Rusă (4,55%)
     Belarusă (2,5%)
Conform recensământului din 2001, majoritatea populației localității Dobropillea era vorbitoare de ucraineană (92,05%), existând în minoritate și vorbitori de rusă (4,55%) și belarusă (2,5%).